# کوین ساندووال
کوین ساندووال (اسپانیایی: Kevin Sandoval‎؛ زادهٔ ۱۸ اوت ۱۹۶۲) بازیکن فوتبال اهل گواتمالا بود.
از باشگاه‌هایی که در آن بازی کرده است می‌توان به باشگاه فوتبال مونیسیپال، باشگاه فوتبال آئورورا، و باشگاه فوتبال کامیونیکیشنس اشاره کرد.
وی همچنین در تیم ملی فوتبال گواتمالا بازی کرده است.